# Fernando Osorio (músico)
Fernando Osorio es un cantautor y músico colombo-venezolano que desarrolló gran parte su carrera en Venezuela. Como compositor, ha trabajado con artistas como Celia Cruz, Ricardo Montaner, Cristian Castro, Marta Sánchez, Huey Dunbar y Alejandra Guzmán, y ha logrado victorias y nominaciones en los Premios Grammy Latinos.

## Biografía

### Inicios y primeras composiciones
Nacido en Bogotá, Colombia, mostró interés en la música desde su infancia. A los siete años ya tocaba instrumentos como el cuatro, el violín, la flauta y la viola en la escuela Emil Friedman. En 1982, siendo miembro del coro de su iglesia en Caracas, Venezuela, conoció a Juan Carlos Pérez y formaron el dúo Fernando y Juan Carlos. Grabaron en 1985 su primer álbum, que sólo se editó en Venezuela.
Su primer aporte como compositor para otro artista ocurrió con la canción «Definitivamente» (1984), interpretada por el cantautor, músico y actor venezolano Guillermo Dávila. Acto seguido, Karina y Ricardo Montaner incluyeron también canciones de Osorio en sus respectivos discos. Como autor, su primer éxito en el extranjero llegó con «Sólo con un beso», grabada por Montaner en 1988. La canción alcanzó el número siete en la lista Billboard Hot Latin Tracks en los Estados Unidos. Osorio también compuso los temas «Ojos negros» y «Vamos a dejarlo» para el álbum debut de Montaner.

### Reconocimiento y carrera solista
En 1996 escribió «Lloraré» para el álbum Fresco de Jerry Rivera, que alcanzó el número uno en la lista Latin Tropical Airplay. Un año más tarde escribió «Se mi aire» para el cantante mexicano Cristian Castro, quien versionó «Lloraré» e incluyó esas canciones en el álbum Lo mejor de mí, nominado a los premios Grammy. También escribió «Moja mi corazón» con Andrés Levin, el primer sencillo de Azabache, un álbum de estudio publicado en 1997 por la cantante española Marta Sánchez. El tema alcanzó el Top 20 en las listas latinas de Estados Unidos y el número uno en la lista Latin Pop Airplay. Ese mismo año, Osorio firmó un contrato discográfico con WEA Latin y compuso cuarenta canciones para su primer álbum bajo este contrato. En 1998, el álbum se publicó con el título Con palabras. El músico recibió una nominación como mejor artista revelación en la primera edición de los Premios Grammy Latinos, perdiendo frente al cantante cubano Ibrahim Ferrer.
Luis Enrique, Marc Anthony, MDO, Frankie Negrón, Huey Dunbar y Celia Cruz también han grabado canciones escritas por Osorio. El tema «Con cada beso», un éxito en la carrera de Dunbar, fue reconocido como la mejor canción de salsa de 2002 por la Sociedad Estadounidense de Compositores, Autores y Editores. En 2001 compuso con Sergio George el éxito de Celia Cruz «La negra tiene tumbao», que logró varios premios y permaneció 89 semanas en la lista Latin Tropical Airplay. Osorio también escribió la letra en español de Soy tu lluvia, un tema incluido en el disco Soy de la cantante mexicana Alejandra Guzmán que también fue galardonado con un Grammy Latino.
Osorio y Guzmán escribieron la letra en español de «Amor en suspenso», canción escrita por Roxanne Seeman y Philipp Steinke para el álbum Único (2009). También compuso el último tema grabado por Celia Cruz antes de su muerte, titulado «Ríe y llora»; la canción alcanzó el número uno en el Latin Tropical Airplay y le valió a Osorio un Grammy Latino en 2004 a en la categoría de mejor canción tropical. En 2010 logró una nominación en la misma categoría por el tema «Sueño contigo», coescrito por Jorge L. Chacín e interpretado por Tecupae y Andrés Cabas.